# Intérpretes (álbum)
Intérpretes es un EP de versiones de la banda argentina de thrash metal Hermética, publicado en 1990 por el sello discográfico Radio Trípoli. 
Fue comercializado en vinilo y casete hasta 1991, año desde el cual se lo incluye en la reedición en CD de Hermética.

## Detalles
Intérpretes es el segundo trabajo producido por Hermética, después de su álbum debut. En ese punto, la discográfica Radio Trípoli podría proporcionar únicamente 27 horas de grabación, lo cual la banda aceptó. A falta de nuevas canciones, la banda grabó un álbum de versiones. El bajista Ricardo Iorio comentó que no estaban realmente interesados en recibir las regalías, y por lo tanto no tuvo problemas en las tapas de registro. 
Una de las canciones es una versión en thrash metal del tango «Cambalache». Iorio comentó que la letra de la canción, escrita en la década de 1930, todavía estaba vigente, y cerca de las letras de Hermética. También tocó la canción como un homenaje a Enrique Santos Discépolo, y señaló que la canción es muy conocida en los países vecinos. También grabaron la versión de «Vencedores vencidos» de la popular banda Patricio Rey y sus Redonditos de Ricota.
La banda grabó también «Destrucción» e «Ideando la fuga», dos canciones de V8, banda anterior de Iorio. Este ha comentado que no le gustan las canciones a medida que fueron registradas por V8, ya que los discos (Luchando por el metal y Un paso más en la batalla respectivamente) tuvieron una producción débil. Él decidió grabarlas en Intérpretes por considerar que Hermética podría hacerlo mejor. Ambas canciones ya estaban incluidas en el repertorio habitual en vivo de la banda.
El álbum tiene similitudes con el contemporáneo álbum de versiones de Metallica The $5.98 E.P.: Garage Days Re-Revisited. La banda incluye también una versión de «No Class» de Motörhead, siendo la única canción en inglés grabada por Hermética en forma oficial, y finaliza el álbum con la versión del tema «Porque hoy nací» de Manal.

## Lista de canciones
| N.º   | Título                | Escritor(es)                                                    | Duración |  |
| 1.    | «Vencedores vencidos» | Indio Solari, Skay Beilinson                                    | 2:40     |  |
| 2.    | «Ideando la fuga»     | Ricardo Iorio, Osvaldo Civile, Alberto Zamarbide, Gustavo Rowek | 2:53     |  |
| 3.    | «Cambalache»          | Enrique Santos Discépolo                                        | 2:34     |  |
| 4.    | «Destrucción»         | Ricardo Iorio, Osvaldo Civile, Alberto Zamarbide, Gustavo Rowek | 2:11     |  |
| 5.    | «No Class»            | Eddie Clarke, Lemmy Kilmister, Phil Taylor                      | 2:10     |  |
| 6.    | «Porque hoy nací»     | Javier Martínez                                                 | 4:56     |  |
| 17:24 |                       |                                                                 |          |  |

## Créditos
Hermética
- Claudio O'Connor - voz
- Antonio Romano - guitarra
- Ricardo Iorio - bajo, voz líder en «Cambalache»
- Tony Scotto - batería

Producción
- Néstor Randazzo - grabación y mezcla
- Cristian Jeroncic - asistente
- Sergio Assabbi - fotografía
- Marcelo Tommy Moya - mánager
- Pablo Mc Colo D'Agostino - road mánager
- Gustavo Deferrari - producción ejecutiva
- Sergio Fasanelli - representante
- Walter Kolm - producción discográfica
- Sergio Fasanelli - producción discográfica
- Martín Gimeno - prensa